# Konrad Fous
Konrad Fous (* 16. November 1888 in Radkau, Mähren; † 18. Dezember 1964 in Linz) war ein oberösterreichischer Politiker (SPÖ) und Autounternehmer. Fous war von 1947 bis 1949 Abgeordneter zum Oberösterreichischen Landtag.
Fous rückte am 28. Mai 1947 als Abgeordneter in den Oberösterreichischen Landtag nach, nachdem Max Stadler zurückgetreten war. Er gehörte dem Landtag bis zum 4. November 1949 an. Fous, der beruflich als Autounternehmer tätig war, war mit Elisabeth, geborene Eizlmüller aus Dorf an der Pram, verheiratet. Gemeinsam hatte das Paar zwei Kinder. 